# Melghat
Melghat fou una antiga comarca del Berar inicialment part del districte d'Ellichpur i després del districte d'Amraoti (des de 1905), avui a Maharashtra, formada per una àrea de 4.224 km²; el 1901 tenia 36.670 habitants en gran part korkus (uns 25000) del grup kol. Va formar una taluka amb 330 pobles i cap ciutat, amb capital al sanatori de Chikalda. Altres llocs importants eren els forts de Gawilgarh i Narnala. El poble més important era Darni amb menys de 800 habitants, seguit de Dewa i Bairagarh La major part de la comarca la formaven les muntanyes de Gawilgarh, part de la serralada de Satpura.
El 1974 es va crear la Melghat Tiger Reserve, una de les primeres que es va crear dins el projecte Tiger, ocupant el nord del districte d'Amravati a Maharashtra entre el riu Tapti i les muntanyes Gawilgarh amb el cim principal a Vairat de 1.178 metres. La Reserva està regada per cinc rius: Khandu, Khapra, Sipna, Gadga i Dolar, afluents del Tapti. Els altiplans de Makhala, Chikhaldara, Chiladari, Patulda i Gugamal són les zones principals en mig de les muntanyes.
El 1985 es va crear com a zona de protecció de la reserva, el Melghat Tiger Sanctuary amb una superfície de 1.597,23 km², del qual el 1987 es va segregar el Parc Nacional de Gugamal amb una superfície de 361,28 km3. El 1994 el Melghat Tiger Sanctuary es va dividir en el Melghat Tiger Sanctuary de 788,28 km² i el Melghat Wildlife Sanctuary amb la resta.
La superfície total de la reserva és de 1676,93 km².